# Korytnická dolina

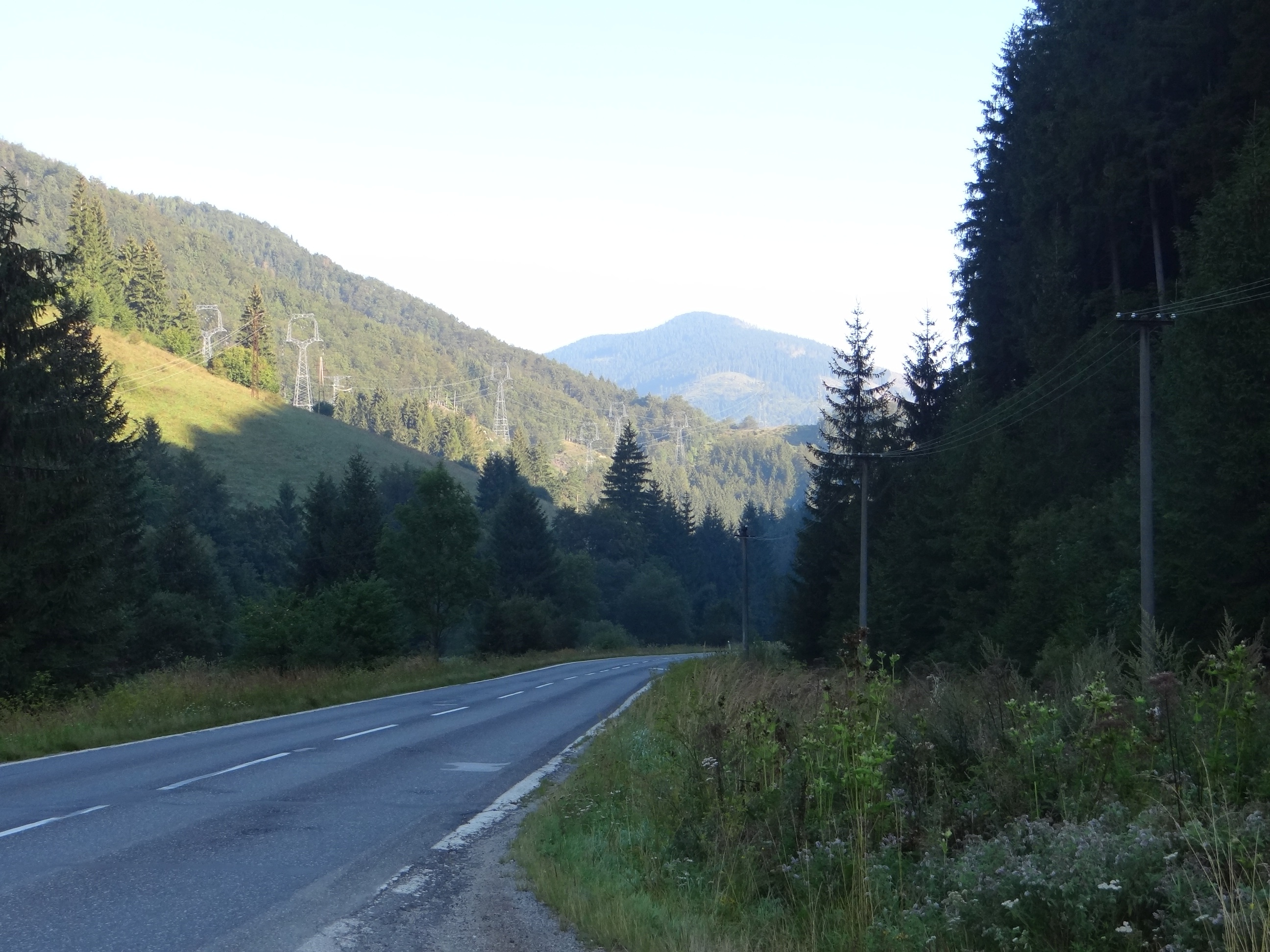

Korytnická dolina (pol. Dolina Korytnicka) – dolina na Słowacji. Jej dnem płynie potok Korytnica. Dolina opada spod Przełęczy Donowalskiej (Donovalské sedlo, 950 m n.p.m.) początkowo w kierunku wschodnim, szybko jednak zmienia kierunek na północny. Kończy się kotliną, w której Korytnica uchodzi do Revúcy, a w której rozłożyła się miejscowość Liptovská Osada.
Zbocza Doliny Korytnickiej znajdują się w trzech pasmach górskich. Orograficznie lewe zbocza należą do Wielkiej Fatry, górna część prawych do Starohorskich Wierchów (po ujście Barborinskiego potoku), a dolna do Niżnych Tatr. Dolina ma kilka bocznych odgałęzień. Większe z nich to: Žarnovka, Veľká Bzdová, Veľká Šindliarka, Malá Šindliarka, dolina Barboriná, dolina potoku Medokýš, Patočiny
Wzdłuż koryta potoku Korytnica prowadzi droga krajowa nr 59 oraz linia elektryczna wysokiego napięcia (110 kV).